# Södra Knivsjön, Blekinge
Södra Knivsjön är en sjö i Karlshamns kommun i Blekinge och ingår i Mörrumsåns huvudavrinningsområde.